# Noctis
Noctis（取自拉丁语 “夜”之意）是一个开源的太空模拟游戏。此游戏最引人注目的特点与其小巧的体积（小于1MB）相比，它可以构造出一个完全虚拟的星系，让玩家在其中畅游。
游戏的科幻背景是这样的，很久以前，住在Balastrackonastreya太阳系中的Felysia星球上的一群智慧猫科动物Felysian创造了宇宙飞船Stardrifter，用于星际探险。但后来，由于未知原因，它们逃离了自己的家园而不知所踪。一批Stardrifter被留在了星系中，但是无法与它们的族群取得联系。Felysian是Noctis星系中唯一的智慧生命，所以没有其他文明可以寻找。

## Noctis 的历史
意大利程序员 Alessandro Ghignola（通常称作 Alex）从2001年10月9日开始编写Noctis，且正在开发第五版。Noctis的第一版到第四版（Noctis I-IV）是由C语言及Assembly语言编写的。Alex目前正在使用他自己开发的低级语言Linoleum编写新的版本（Noctis V）。

## 游戏细节
在游戏中，玩家扮演一个驾驶着名为Stardrifter（星际漂流者）的宇宙飞船的探险家角色。本游戏并不设置任何目标或者获胜条件，玩家可以自由地在虚拟的星系（为真实比例）中穿梭，发现新的星体，并且将自己的发现上传，编录在共享的数据库中（游戏中称为GUIDE，见下文）。玩家在游戏中被描绘成一种叫做Felysian（页面存档备份，存于）的智慧生命。你需要找到一些喷发着锂离子的燃料恒星为你的Stardrifter充能，方可进行恒星之间漂移，进入行星系统，甚至在大部分的行星或卫星表面着陆，进行地表探险。游戏渲染了许多星球表面的大气及气候的效果。在一些星球上，你可以发现动植物，甚至神秘的遗迹。通过游戏中Stardrifter内建的计算机系统，可以将已发现的星体命名，且存入GUIDE数据库中。

## 外部連結
- Official Noctis webpage（页面存档备份，存于）
- Review of Noctis by Home of the Underdogs
- Review of Noctis at Gamers With Jobs（页面存档备份，存于）
- Article on Noctis at The Escapist（页面存档备份，存于）
- The Fan-Fic Noctis Timeline
- 莫比游戏上的《Noctis》（英文）
- Review of Noctis at Bitannia